# 福山知沙
福山 知沙（ふくやま ちさ・1981年1月18日 - ）は、日本のフリーアナウンサー。血液型はO型。現在は圭三プロダクション所属。

## 経歴
東京都出身、神奈川県育ち。横浜市立中川西中学校から神奈川県立川和高等学校へ進学（市川洋介と同級生）。高校ではダンス部に所属し2年生のときに部長を務めた。東京造形大学造形学部デザイン学科出身。
2007年読売ジャイアンツのマスコットガール集団“チームヴィーナス”のメンバーとして活動。退任後の翌年、NHK前橋放送局に契約キャスターとして入局。前橋局地上デジタル放送推進大使としても活動し、地元の地デジイベントに参加した。
前橋局には3年勤めて契約満了となり退局。東京でフリーランスとしての活動を開始。2011年4月から1年間「囲碁・将棋フォーカス」 
（NHK教育）で総合司会者を務めた。
2012年に一般の男性と結婚。2014年7月19日、第一子となる男児を出産。

## 人物
- 父親が熊本県[9]、母親が山形県[10]出身。弟と妹がいる[11]。
- 趣味・特技はフランス料理、ダンス（バレエ、ジャズ、ガールズヒップホップ）、ピアノ（ショパン、ドビュッシー）、グラフィックデザイン[3]。
- チームヴィーナス時代の同期だった出口紗智子や藤原奈々とは今でも仲が良い[12]。

## 出演歴

### NHK前橋
- こんにちはいっと6けん（2008年度から3年間）
- FMトワイライト群馬（同上）
- ぐんま土曜広場（同上）
- 北関東ダービー（2009年度から2年間スポットで）

### フリー
- 囲碁・将棋フォーカス（NHK教育、2011年4月 - 2012年3月）
- TOKYOほっと情報（テレビ東京）
- 高校野球ダイジェスト（テレビ埼玉、2012年）- 加藤多佳子と共にMCを務める
- 新春お好み囲碁対局 逆転必至!プロ・タレント夢の連碁戦（NHK教育、2013年1月3日） - 司会
- 新春お好み囲碁対局 プロ・タレント混合!ドキドキ連碁戦（NHK Eテレ、2014年1月3日） - 司会
- 全領域異常解決室 第4話・最終話（2024年10月30日・12月18日、フジテレビ） - リポーター 役[13]

## 作品

### 書籍
- 「しょうぎの くにの だいぼうけん」（2017年、講談社）[14]– 絵。原作は中倉彰子。
- 「はじめての しょうぎえほん しょうぎの くにで あそぼう」(2019、講談社）– 絵。原作は中倉彰子。